# Serrat del Vedat
El serrat del Vedat és un serrat del terme municipal de Conca de Dalt, antigament del d'Hortoneda de la Conca, situat en terres de l'antic poble d'Herba-savina.
És al nord-est del Mas de Vilanova, a la dreta del riu de Carreu i al nord del camí de Carreu, al sud del serrat del Qüell. És als peus de la serra de Pessonada a migdia del roc de la Feixa i de Rocalta.